# فرماندهی فضایی نیروی هوایی ایالات متحده آمریکا

نشان فرماندهی فضا نیروی هوایی ایالات متحده

فرماندهی فضایی نیروی هوایی ایالات متحده، (به انگلیسی: Air Force Space Command) یک فرماندهی ارشد در بخش فرماندهی راهبردی ایالات متحده نیروی هوایی وزارت دفاع ایالات متحده آمریکا (مخفف انگلیسی: AFSPC) بود.
پایگاه اصلی این فرماندهی در پایگاه هوایی پیترسون کلرادو بود. این فرماندهی به اختصار AFSPC نامیده شده و پشتیبان عملیات‌های نظامی ایالات متحده در سراسر جهان با انواع ماهواره‌ها، و عملیات سایبری بود. تقریباً نزدیک به ۴۷۰۰۰ نفر در ۸۸ پایگاه در سراسر جهان عملیات‌های AFSPC را به انجام می‌رسانند.

## فرماندهان
| ردیف   | تصویر | نام                        | نام                           | آغاز خدمت       | پایان خدمت      | ملاحظات |
| ------ | ----- | -------------------------- | ----------------------------- | --------------- | --------------- | ------- |
| ۱      |       | سرهنگ جمیز و. هارتینگر     | Gen. James V. Hartinger       | ۱ سپتامبر ۱۹۸۲  | ۳۰ ژوئیه ۱۹۸۴   | [ ۱ ]   |
| ۲.     |       | سرهنگ روبرت هرس            | Gen. Robert T. Herres         | ۳۰ ژوئیه ۱۹۸۴   | ۱ اکتبر ۱۹۸۶    |         |
| ۳.     |       | سرلشکر موریس سی. پدن       | Maj. Gen. Maurice C. Padden   | ۱ اکتبر ۱۹۸۶    | ۲۹ اکتبر ۱۹۸۷   |         |
| ۴.     |       | سپهبد دونالد ج. کوتینا     | Lt. Gen. Donald J. Kutyna     | ۲۹ اکتبر ۱۹۸۷   | ۲۹ مارس ۱۹۹۰    |         |
| ۵.     |       | سپهبد تامس اس مورمن جونیور | Lt. Gen. Thomas S. Moorman Jr | ۲۹ مارس ۱۹۹۰    | ۲۳ مارس ۱۹۹۲    |         |
| ۶.     |       | سرهنگ دونالد ج. کوتینا     | Gen. Donald J. Kutyna         | ۲۳ مارس ۱۹۹۲    | ۳۰ ژوئن ۱۹۹۲    |         |
| ۷.     |       | سرهنگ چارلز ا. هنر         | Charles A. Horner             | ۳۰ ژوئن ۱۹۹۲    | ۱۳ سپتامبر ۱۹۹۴ |         |
| ۸.     |       | سرهنگ جوزف و. اشلی         | Gen. Joseph W. Ashy           | ۱۳ سپتامبر ۱۹۹۴ | ۲۶ اوت ۱۹۹۶     |         |
| ۹.     |       | سرهنگ هوول م. اسیست سوم    | Gen. Howell M. Estes III      | ۲۶ اوت ۱۹۹۶     | ۱۴ اوت ۱۹۹۸     |         |
| ۱۰.    |       | سرهنگ ریچارد ب. مایرز      | Gen. Richard B. Myers         | ۱۴ اوت ۱۹۹۸     | ۲۲ فوریه ۲۰۰۰   |         |
| ۱۱.    |       | سرهنگ رالف ای. ابرهارت     | Gen. Ralph E. Eberhart        | ۲۲ فوریه ۲۰۰۰   | ۱۹ آوریل ۲۰۰۲   |         |
| ۱۲.    |       | سرهنگ لانس و. لرد          | Gen. Lance W. Lord            | ۱۹ آوریل ۲۰۰۲   | ۱ آوریل ۲۰۰۶    |         |
| Acting |       | سرلشکر فرانک جی. کلتز      | Frank G. Klotz                | ۱ آوریل ۲۰۰۶    | ۲۶ ژوئن ۲۰۰۶    |         |
| ۱۳.    |       | سرهنگ کوین پ. شیلتون       | Gen. Kevin P. Chilton         | ۲۶ ژوئن ۲۰۰۶    | ۳ اکتبر ۲۰۰۷    |         |
| Acting |       | سرلشکر مایکل ا. هامل       | Lt. Gen. Michael A. Hamel     | ۳ اکتبر ۲۰۰۷    | ۱۲ اکتبر ۲۰۰۷   |         |
| ۱۴.    |       | سرهنگ سی. روبرت کهلر       | Gen. C. Robert Kehler         | ۱۲ اکتبر ۲۰۰۷   | ۵ ژانویه ۲۰۱۱   |         |
| ۱۵.    |       | سرهنگ ویلیام ال. شلتون     | Gen. William L. Shelton       | ۵ ژانویه ۲۰۱۱   | ۱۵ اوت ۲۰۱۴     |         |
| ۱۶.    |       | سرهنگ جان هیتن             | Gen John E. Hyten             | ۱۵ اوت ۲۰۱۴     | ۲۵ اکتبر ۲۰۱۶   |         |
| ۱۷.    |       | سرهنگ جان ریموند           | Gen John W. Raymond           | ۲۵ امتبر ۲۰۱۶   | ۲۰ دسامبر ۲۰۱۹  |         |